# Batalla del Cap de Palos
La batalla del Cap de Palos va ser la batalla naval més gran de la Guerra Civil espanyola, a més de constituir el combat on van participar el major nombre d'embarcacions de la guerra. Va tenir lloc entre la nit del 5 i el 6 de març de 1938, a unes 70 milles a l'est del cap de Palos, a la costa de Cartagena. En aquest enfrontament va ser enfonsat el creuer pesat Baleares, un dels vaixells més importants de l'armada franquista. Hi va morir l'almirall Manuel Vierna Belando i bona part de la tripulació.

## Antecedents
Al començament de la Guerra Civil, la flota de superfície de l'Armada de la República Espanyola va quedar dividida entre els dos bàndols. La República va conservar la major part de destructors, creuers lleugers i submarins, a més del cuirassat Jaime I, però les forces sublevades van aconseguir fer-se amb els dos únics creuers pesats, que en aquell moment es trobaven en la fase final de construcció a El Ferrol: el Canarias i el Baleares, armats amb vuit canons de 203 mm cada un. Les dues armades van mantenir algunes escaramusses al llarg de la guerra, sense que afectessin al curs de la guerra.

## Batalla
A principis de març de 1938, la flota republicana va rebre informació de que bona part de l'esquadra sublevada es trobava a la base de Palma, a Mallorca, motiu pel qual el comandament va decidir atacar. El pla original era que, durant la nit del 5 i el 6 de març de 1938, tres llanxes llançatorpedes de fabricació soviètica, escortades per una flota de destructors fins a l'illa de Formentera, realitzessin una incursió llampec a la badia de Palma, llancessin els seus torpedes, i s'escapessin. Mentrestant, el gros de la flota republicana, formada per dos creuers lleugers, el modern creuer Libertad i l'antic vaixell Méndez Núñez, navegaria en suport al nord.est del cap de Palos. No obstant, quan el pla d'operacions ja era en marxa, les llanxes no van salpar de la seva base, situada a Portmán, prop de Cartagena, a conseqüència del mal temps, motiu pel qual la flota de destructors que les havia d'escortar va rebre l'ordre d'afegir-se a la resta de la flota.
Poques hores abans, la tarda del 5 de març, havien salpat de Palma els tres creuers sublevats, els dos creuers pesats Canarias i Baleares (a bord del qual hi anava el cap de l'expedició, el contraalmirall Manuel Vierna) i el creuer lleuger Almirante Cervera, juntament amb tres destructors, el Velasco i els dos Classe Teruel (el Huesca i el Teruel, comprats a la Regia Marina i que eren tant vells que s'avariaven amb molta freqüència) per escoltar un comboi que transportava material de guerra des d'Itàlia cap a la zona nacional situada al sud de la Península, i que van recollir prop de l'illa de Formentera. A l'arribar la nit els tres destructors van tornar a la seva base de Palma, mentre que els creuers van continuar el seu trajecte.
A les 00:36 hores del 6 de març la flota republicana va albirar, inesperadament, els tres creuers sublevats a 75 milles nàutiques (uns 139 quilòmetres) del cap de Palos. El destructor Sánchez Barcáiztegui va llançar dos torpedes, que van errar el seu objectiu, moment en què la flota sublevada va decidir allunyar-se per indicació del contraalmirall Vierna, que va preferir retardar l'enfrontament fins a la sortida del Sol, intentant treure partit així a la seva superior potència de foc, i evitant correr el risc de ser torpedinat de nou durant la nit. No obstant, els vaixells de la República no van desistir en el seu intent de perseguir l'enemic abans que sortís el Sol. Les dues flotes es van tornar a trobar al voltant de les 02:15. Els creuers del bàndol nacional van obrir foc contra el Libertad a uns 5.000 metres de distànica, responent els creuers republicans. No obstant, la falta d'experiència en combat nocturn per part de les dues tripulacions va provocar que cap dels focs d'artilleria fos efectiu. Mentrestant, tres destructors republicans es van apropar al combat. A uns 3.000 metres de distància, els destructors Sánchez Barcáiztegui, Lepanto i Almirante Antequera van llançar un total de 12 torpedes.
Aproximadament a les 02:20, dos dels torpedes, probablement disparats des del Lepanto, van impactar contra el creuer pesat Baleares, averiant-lo de gravetat, ja que els projectils van destruir el dipòsit de municions de la nau, a l'impactar entre les dues torretes, i provocant també l'explosió de la zona central de la coberta del Baleares, juntament amb la proa, matant als tripulants que s'hi trobaven. Els supervivents es van concentrar a la zona de popa, ja que el creuer es va començar a enfonsar. Van morir tots els caps i oficials que es trobaven al pont de comandament, inclòs el cap de l'operació, el contraalmirall Manuel Vierna.
Els altres dos creuers sublevats es van allunyar per traslladar el comboi a les aigües franceses d'Algèria, tornant posteriorment per auxiliar el Baleares, però el cap de la flota republicana, el capità de corbeta Luis González de Ubieta, va decidir no perseguir-los, tot i les peticions del comissari de la flota, Bruno Alonso, ordenant el retorn a la base de Cartagena per evitar d'enfrontar-se de dia amb el Canarias, a més de que els destructors ja no tenien més torpedes.
A les 05:00 hores del 6 de març el creuer Baleares es va enfonsar completament. Mitja hora abans havien arribat els destructors anglesos Boreas i Kempenfelt, que van intentar retardar el seu enfonsament, però no ho van aconseguir; aleshores, es van dedicar a recollir els homes que nedaven, alguns amb greus cremades, en un mar de combustible. Van rescatar a 169 homes (tot i que d'altres fonts donen la xifra de 435), desapareixent així entre 486 i 488 persones (entre els quals 31 oficials, inclòs el contraalmirall Vierna), traslladant als supervivents al Canarias i a l'Almirante Cervera, que van tornar allí al sortir el Sol. Durant les tasques de salvament, alguns avions republicans van bombardejar els destructors anglesos, causant-los algunes baixes (un mort i quatre ferits al Boreas), tot i que sembla que els pilots republicans pensaven que el creuer, que encara flotava, era el Canarias, enlloc del Baleares.

## Conseqüències
Tot i que la batalla del cap de Palos va ser la principal batalla de la guerra civil, amb la participació del nombre més gran de vaixells, i que va acabar amb l'enfonsament d'una de les principals naus de l'esquadra sublevada, no va tenir un paper decisiu en el desenvolupament de la guerra terrestre, ni tampoc va afectar el domini dels mars de les forces franquistes. Uns mesos després, l'Armada franquista va reposar la pèrdua del Baleares amb la incorporació del creuer lleuger Navarra, que fins aquell moment havia estat modernitzant-se. No obstant, si que va suposar un important estímul moral a la rereguarda republicana, especialment després de la recent derrota a Terol. L'alegria no va durar massa temps, ja que l'endemà de la batalla, al front d'Aragó, les forces franquistes iniciaven una nova ofensiva. En premi als serveis prestats, el Govern de la República va concedir al capità de corbeta González Ubieta, comandant de l'esquadra republicana, la Placa Laureada de Madrid.

### Desapareguts

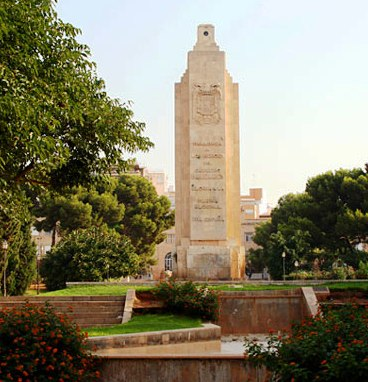
Monument franquista a Palma per commemorar els morts en l'enfonsament del Baleares.

Segons Juan Cervera Valderrama, almirall del bàndol sublevat, les víctimes desaparegudes en l'enfonsament del Baleares van ser 741:
- 1 almirall (Manuel de Vierna Belando),
- 6 caps,
- 15 capitans,
- 17 oficials,
- 10 maquinistes,
- 27 auxiliars,
- 3 mestrances,
- 4 mestres,
- 2 capataços
- 11 operaris,
- 5 músics,
- 555 mariners,
- 75 soldats d'infanteria de marina,
- 8 fletxes navals,
- 1 capellà
- 1 responsable de premsa.